# Apanteles acaciae
Apanteles acaciae är en stekelart som beskrevs av Jean Risbec 1951. Apanteles acaciae ingår i släktet Apanteles och familjen bracksteklar. Inga underarter finns listade i Catalogue of Life.